# ستارو سلو (استان وراتسا)
ستارو سلو (به بلغاری: Staro Selo) یک منطقهٔ مسکونی در بلغارستان است که در استان وراتسا واقع شده‌است.